# Дем'ян Григорій Васильович
Григо́рій Васи́льович Дем'ян (народився 2 червня 1929 в селі Грабовець, тепер Сколівського району Львівської області — помер 12 квітня 2013, смт Славське Сколівського району Львівської області) — український історик, фольклорист, етнограф, літературознавець, археолог, краєзнавець, мистецтвознавець, педагог, народний депутат України (1994—1998).

## Життєпис
Оселя батьків Григорія знаходилася біля підніжжя гори Маківка.
Закінчив школу у рідному селі Грабовець, Стрийське педучилище (1949), історичний факультет Львівського державного університету імені Івана Франка (1960), аспірантуру історичного факультету Ужгородського державного університету (1964—1971). Кандидат історичних наук (1989, захистив дисертацію про Івана Вагилевича). Після цієї дисертації КДБ слідкував за Дем'яном.
Трудову діяльність Григорій Васильович розпочав учителем у рідному селі Грабовець.
Потім 15 років вчителював у Веренчанській десятирічці на Буковині (Заставнівський район).
Педагогічний стаж Дем'яна — 40 років. Значна частина Дем'янових вихованців прилучилася до поглибленого вивчення національної культури.
У січні 1989 на конкурсній основі зарахований на посаду молодшого наукового співробітника Львівського відділення Інституту народознавства НАН України. Більше місця праці не міняв, перебував на посаді старшого наукового співробітника відділу фольклористики Інституту народознавства НАН України.
10 жовтня 1994 року виборці виборчого округу № 281, Жителі Сколівського, Турківського, Старосамбірського районів, який включає 275 населених пунктів із населенням 219 тисяч довірили Григорію Васильовичу мандат депутата Верховної Ради України. Депутат виправдав довір'я своїх виборців. Добився статусу гірських районів. Завдячуючи йому мешканці гірських районів отримують до зарплати, пенсії, соціальних виплат додатково 20-25 %.
Запрезентував свої авторські книги: «Грабовець», «Генерал УПА Олекса Гашин», «Іван Вагилевич», «Таланти Бойківщини», «Українські повстанські пісні 1940-2000-х років». Славській селищній бібліотеці та бібліотеці рідного села Грабовець.
Життєве кредо "Дем'яна — гасло Івана Франка «Нам пора для України жить!» Григорій Васильович присвятив свій харизм служінню Україні, Бойківському краю.
Помер 12 квітня 2013 року, похований у рідному селі Грабовець 14 квітня 2013 року.

## Громадський діяч
Дем'ян організовував музеї, увічнював меморіальними дошками та пам'ятниками місця перебування славетних людей.
У селі Тухля, яку зробив відомою Іван Франко своєю повістю «Захар Беркут», за ініціативи Григорія Дем'яна встановлено бюст Великому Каменяреві.
У Славську за його участю і пропозицією встановлено пам'ятник Тарасу Шевченкові. На околиці Славська упорядкував Писану Криницю біля якої, за переказами, бував Олекса Довбуш.
У 1992 році обраний дійсним членом Наукового товариства ім. Т. Шевченка та головою відновленого науково-культурологічного товариства «Бойківщина».

## Історик, фольклорист
Видав близько 400 науково-популярних праць про Івана Вагилевича, Миколу Устияновича, Федора Заревича, Ольгу Кобилянську та інших.
Дослідив перебування Івана Франка на Сколівщині.
Дем'ян ходив по гірських селах Сколівщини, по Хмельницькій, Вінницькій областях, в Криму, на Кубані. Збирав, записував, опрацьовував фольклор даних регіонів.
У фонотеці вченого зафіксовано 8 тисяч пісень різних жанрів, 20 тисяч колядок, тисячі прислів'їв і приказок, легенд і оповідань.
Збирав матеріали про ОУН-УПА. У 2003 році видав книгу «Генерал УПА Олекса Гашин», у якій відобразив визвольну боротьбу Повстанської Армії.
Його книга «Таланти Бойківщини» містить науково популярні нариси про прогресивних письменників, учених, етнографів, істориків, фольклористів, діячів мистецтва — вихідців із Бойківщини (від першої половини 19 століття до початку 21 століття).
Зібрав і упорядкував матеріал до книги «Сколівщина». Книга присвячена 600-літтю першої письмової згадки про Сколе. «Сколівщина» містить матеріал починаючи з глибини віків, заселення території аж до сьогодення. Докладно досліджено повстанський рух ОУН-УПА у 1940-1960-х роках про історико-культурний заповідник «Тустань». Висвітлена культурна спадщина карпатського краю.
Його книга «Грабовець», яка вийшла у світ у 2009 році, присвячена рідному селу.

Обкладинка книги Григорія Дем'яна «Іван Вагилевич — історик і народознавець»

Досліджував суспільно-політичну, громадсько-культурну діяльність і творчу спадщину І. Вагилевича, І. Франка, Т. Шевченка, С. Бандери, А. Волошина, М. Зубрицького, Є. Бохенської, О. Гасина та ін. Записав десятки тисяч зразків українського фольклору.
Автор понад 1000 публікацій, у тому числі:
- «Таланти Бойківщини» (1991)
- «Іван Вагилевич — історик і народознавець» (1993)
- «Повстанський мартиролог Сколівщини», «Як підготувати повстанський мартиролог району» (1998)
- «Бандерівці» (2000)
- «Гуцульщина у визвольній боротьбі ОУН і УПА. Нарис історії та фольклористики», «Українські повстанські пісні 1940—2000 років: (історико-фольклористичне дослідження)» (2003)
- "Генерал УПА Олекса Гасин — «Лицар» (2003)
- «Українська фольклористика в Галичині кінця XVIII — початку XIX ст.» (2004)
- «Степан Бандера та його родина в народних піснях, переказах та спогадах» (2006)
- Грабовець, (історико-народознавче дослідження) Львів, 2007

## Відзнаки
Перший лауреат республіканської Премії ім. Павла Чубинського (1989), В 1992 році вченому Дем'яну вручили премію Фонду духовного відродження ім. А. Шептицького та пам'ятну медаль НАН України до 125-річчя від дня народження Михайла Грушевського.
Нагороджений також пам'ятними медалями Климента Квітки і Степана Бандери.
2 червня 2009 року в приміщенні актового залу Інституту народознавства НАН України (Львів, пр-т Свободи, 15) відбулася Урочиста Академія, присвячена 80-річчю від дня народження Григорія Дем'яна.